# Orlando Pace
Orlando Lamar Pace (4 de novembro de 1975) é um ex-jogador profissional de futebol americano estadunidense que jogou pelo Chicago Bears e pelo St. Louis Rams, sendo que ele foi campeão da temporada de 1999 da National Football League por este último.